# Touchdown

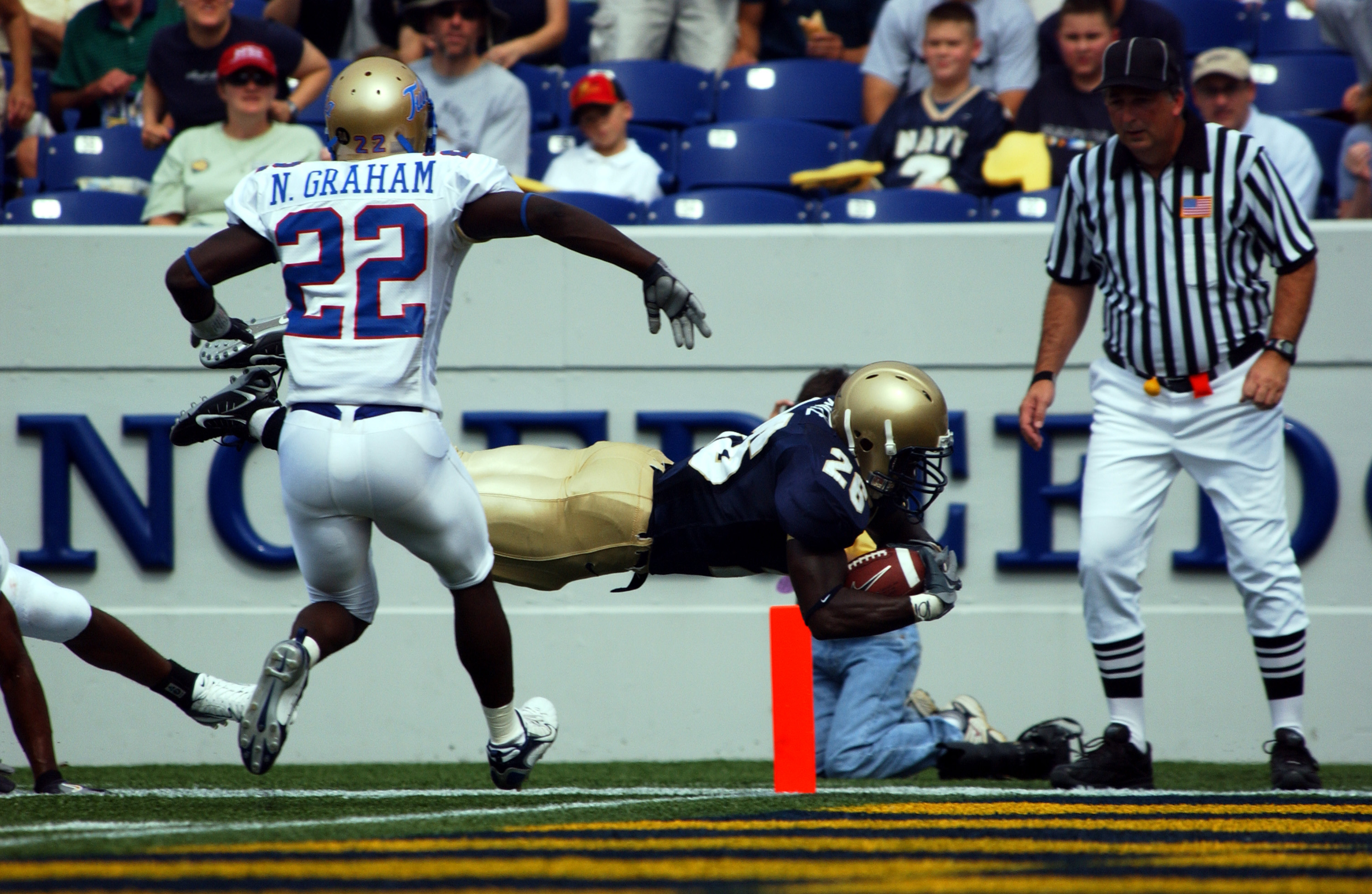
Scoren door middel van een touchdown

Een touchdown is de primaire manier om te scoren in American en Canadian football. Een touchdown wordt gemaakt wanneer een speler met de bal de end zone, het doelgebied van de tegenstander, bereikt of wanneer een speler de bal vangt in de end zone nadat een medespeler deze hem heeft toegeworpen. Een touchdown levert 6 punten op.
De term "touchdown" wordt niet gebruikt bij rugby, waarbij de bal op de grond achter de doellijn geplaatst wordt. Dit heet een try.
Na een touchdown krijgt de ploeg de kans voor een extra punt of een tweepunts conversie (bij rugby een conversie). 